# Cobham Range
Die Cobham Range ist ein Gebirgszug im südlichen Teil der Churchill Mountains im Transantarktischen Gebirge. Die Range erstreckt sich in nordwest-südöstlicher Richtung über 32 km westlich des Prinz-Philip-Gletschers.
Das New Zealand Antarctic Place-Names Committee benannte ihn nach Charles Lyttelton, 10. Viscount Cobham (1909–1977), Generalgouverneur von Neuseelands von 1957 bis 1962.